# 바보엄마
《바보엄마》는 2012년 3월 17일부터 2012년 5월 20일까지 방영된 SBS 주말 특별기획 드라마이다.

## 기획 의도
심장병으로 시한부 판정을 받은 딸과 뇌종양을 가진 아이큐 56의 엄마가 죽기 전 상대방에게 해주고 싶었던 일에 도전하면서 벌어지는 이야기를 담은 휴먼 드라마.

## 방송 시간
| 방송 채널 | 방송 기간                         | 방송 시간              | 방송 분량  |
| --------- | --------------------------------- | ---------------------- | ---------- |
| SBS       | 2012년 3월 17일 ~ 2012년 5월 6일  | 토, 일 밤 9:50 ~ 11:00 | 1시간 10분 |
| SBS       | 2012년 5월 12일 ~ 2012년 5월 20일 | 토, 일 밤 9:50 ~ 11:10 | 1시간 20분 |

## 등장 인물

### 주요 인물
- 김현주 : 김영주 역 (아역 : 조민아, 천영민)

패션잡지 최연소 여성 편집장
아이큐 200의 천재 딸에, 로스쿨 교수 남편까지, 남들 눈에는 완벽하기만 한 스펙의 종결자.
뉴요커 같이 시크하고 도시적 이미지의 도도한 그녀지만 실은 경북 예천에서 바보언니의 손에 자랐고, 가족이란 개미지옥에서 벗어나기 위해 악착 같이 노력하여 지금의 자리까지 왔다.
다가진듯 하지만 이혼을 요구하는 바람난 남편 정도와 반항기 충만한 딸 닻별이도 모자라 그녀 옆에 바보언니가 머무르면서부터 고향을 떠난 후 아등바등 지켜왔던 그녀의 견고한 성이 무너져 내리기 시작한다.
- 하희라 : 김선영 역 (아역 : 조정은)

무공해 시골 여자
아이큐 72의 지적장애 3급 장애인.
늙은 어미인 곱단은 치매가 심해지고, 동생인 대영이가 과수원을 빼앗긴 채 교도소로 끌려가 홀로 남게 된 선영이를 영주가 서울로 데려 오면서 영주와 영주의 딸 닻별이와 함께 살게 된다.
선영이 영주와 닻별이를 위해 할 수 있는 것은 어릴 적 자신을 고치기 위해 약초를 따러 다니던 아버지와 함께 다니면서 배운 자연식 음식으로 밥상을 차려 주는 것.
- 안서현 : 박닻별 역

영주와 정도의 딸
아이큐 200의 천재 소녀.
일밖에 모르는 엄마가 가족의 균열의 원인이라 여기며 엄마에 대한 맹렬한 분노로 사로잡힌 사춘기 소녀.
닻별이가 가지고 있는 뇌의 영역은 일찌감치 웬만한 고등교육의 단계를 넘어서 버렸고, 영주에게서 벗어나 정도를 따라 독일로 유학을 가고 싶었으나 정도의 눈물겨운 회유책과 영주의 설득으로 한국에 주저 앉았다.
- 김정훈 : 이제하 역

신경외과 의사
대학 신입생 때 영주를 보고 한 눈에 반해 오랜 시간 짝사랑해 왔다.
공무원인 아버지와 학교 선생님이었던 엄마의 바람대로 의대에 지원, 한 번의 재수 끝에 합격했다.
신경외과 레지던트를 가장 우수한 성적으로 졸업하고 전문의 자격증까지 한 방에 거머쥔 그의 의대 3년 차 선배 수인이가 나타나고 결혼까지 하지만 그리 행복하지 않다.
잡지 칼럼 때문에 영주와 재회하게 되고 다시 가슴이 설레기 시작한다.
- 김태우 : 박정도 역

원하는 것을 얻기 위해 자신의 모든 것을 올인하는 남자
똑똑한 머리와 말끔한 외모를 이용하여 페미니스트인 척 여자들을 유혹하는 타고난 바람둥이.
'난 이 시대 마지막 살아있는 양심이자, 법 정신이니까...' 그럴싸하게 자신을 포장하지만 성공하기 위해선 물불을 가리지 않는 그, 영주가 부잣집 딸인 줄 알고 의도적으로 접근했으나 아님을 알고 배신한다.
그의 목표는 로스쿨 전임 교수.
대학재단 이사장의 딸과 결혼하기 위해 영주에게 이혼을 요구하며 온갖 패악을 부린다.
- 신현준 : 최고만 역

사채업계의 큰 손
선박왕의 아들로 부족함 없이 자란 숫자 천재.
대한민국 역사상 최연소 MIT 초청 교환학생이 되어 미국으로 가던 중 비행기 사고로 부모님을 여의고 기적적으로 혼자 살아 남았다.
"사람은 거짓말을 해도, 돈은 절대로 거짓말을 하지 않는다"가 인생의 좌우명인 그는 사람이 아닌 오직 돈만을 믿는다.
세상과 단절하고 소통하기를 원치 않던 그의 앞에 순수한 선영이가 나타나고부터 그녀에게 점차 동화되어 간다.
- 유인영 : 오채린 역

한국대학교 이사장의 딸
수현이의 누나로 놀만큼 놀았다.
아버지의 피를 물려받아 이기적이고 셈에 빠르며 모든 것을 돈의 힘으로만 해결하려 한다.
프랑스 유학 시절 만났던 화가 지망생과 사랑에 빠지지만 아버지의 반대에 부딪혀 강제로 헤어지게 되고 채린이는 아버지에게 복수하기 위해 정도를 이용하기로 한다.
- 공현주 : 한수인 역

대학병원 심장외과 전문의
이제하의 아내.
승부욕이 강하고 도전적인 성격 탓에 웬만한 남자들은 사내로 보이지도 않던 그녀가 제하의 생명에 대한 집착에 가까운 열정을 보고 그에게 마음이 움직이기 시작했다.
결혼 후, 무기력해진 제하에게 유학을 제안하지만 거절당하고 홀로 미국으로 떠났던 수인은 존슨홉킨스에서 제안한 전임 교수 자리를 박차고 한국으로 다시 돌아오게 된다.

### 채린네
- 박형식 : 오수현 역

오민석의 아들이자 오채린의 배다른 동생
돈 밖에 모르는 아버지의 악행이 싫어 고등학교 1학년이 되던 해에 가출을 감행하고 아버지가 버린 엄마를 찾아 나선다
홍대 무명 밴드의 보컬을 맡고 있으며 심부름 배달 업체에서 일을 하고 밤에는 오토바이를 탄다
- 김하균 : 오민석 역

현 한국대학교 이사장
채린과 수현의 아버지이자 최고만 집안의 집사 출신
아버지를 잃고 실의에 빠진 최고만의 유산을 성공리에 빼돌려, 사채로 일가를 이룬 인물이다
돈은 부러울 것 없이 가졌으나, 최고만 집안이 가졌던 노블리스 오블리제와는 거리가 멀어 콤플렉스를 가지고 있으며 학원 사업 역시 사채로 번 돈을 합법적인 자금원으로 만들고, 또 자신의 치부를 가리기 위한 일종의 수단으로 시작했다

### 그외 인물
- 김청 : 장영숙 역
- 김사희 : 박정은 역
- 조덕현 : 김집사 역
- 이주실 : 서곱단 역
- 박철민 : 김대영 역
- 양은용 : 강현주 역
- 백보람 : 홍이림 역
- 정훈 : 진태호 역
- 박재롬 : 나재원 역
- 이은정 : 조선희 역
- 천재호 : 로버트 오 역
- 이세나 : 김수리 역
- 서동원 : 배일도 역
- 진원 : 데이비드 역
- 홍석천 : 요리사 역
- 지영우 : 싱글맘 웨딩쇼 모델 역
- 김광인 : 의사 역
- 최윤준 : 포장마차 주인 역
- 신범식 : 조직폭력배 역

## 경쟁 프로그램
- 신들의 만찬 (MBC)
- 광개토태왕 (KBS 1TV)

## 참고 사항
- 김영주와 박정도 역을 맡았던 김현주와 김태우는 SBS 주말극장 《덕이》이후 12년만에 재회하였다
- 최고만 역을 맡은 신현준은 《카인과 아벨》이후 3년만에 복귀하는 작품이기도 하다
- 김영주와 최고만 역을 맡았던 김현주와 신현준은 SBS 주말극장 《사랑해 사랑해》이후 15년만에 재회하였다
- 해당 드라마 테마곡은 극중 이제하 역을 맡았던 UN의 맴버 김정훈이 참여하였다